# とある科学の超電磁砲 (アニメ)
『とある科学の超電磁砲』（とあるかがくのレールガン）は、J.C.STAFF制作による日本のアニメ作品。鎌池和馬（原作）、冬川基（作画）、はいむらきよたか（キャラクターデザイン）による同名の漫画を原作とする。

## 略歴
第1期『とある科学の超電磁砲』は、テレビアニメ『とある魔術の禁書目録』最終話（第24話）放送終了後に制作が発表され、2009年10月から2010年3月まで放送された。全24話。1クール目は主に原作の「幻想御手」編をアニメ化しており、原作を補完する形で台詞回しの整理やストーリーの再解釈が行われている。2クール目は原作者・鎌池和馬の監修下で、「幻想御手」編の後日談が描かれたアニメオリジナルストーリーとなっている。
第1期第13話と並行したオリジナル短編エピソード「#13’ 炎天下の撮影モデルも楽じゃありませんわね。」が、2010年7月24日発売の『とある科学の超電磁砲 OFFICIAL VISUAL BOOK』付属DVDに収録された。また、第1期第12話終了以後となる「幻想御手」事件後のオリジナルエピソード「#EX 御坂さんはいま注目の的ですから」が、OVA『とある科学の超電磁砲』として2010年10月29日に発売された。
第2期『とある科学の超電磁砲S』は、2012年10月21日開催のイベント「電撃20年祭」のステージイベントにて制作が発表され、2013年4月から同年9月まで放送された。全24話。メインストーリーは原作の「妹達（シスターズ、Sisters）」編（第1話から第16話まで）。第18話から第24話は、アニメオリジナルストーリー「革命未明（サイレントパーティー、Silent party）」編が展開される。また、経営危機の銭湯を立て直すために協力する外伝エピソード「#特典 大事なことはぜんぶ銭湯に教わった」が、2014年3月27日に発売された『とある科学の超電磁砲S OFFICIAL VISUAL BOOK』付属Blu-rayに収録された。
第3期『とある科学の超電磁砲T』は、2018年10月7日に開催された「電撃文庫25周年記念 秋の電撃祭」のステージイベントにて制作が発表され、2020年1月から9月まで放送された。全25話。第1話から第15話は「大覇星祭」編、第16話から第25話は「天賦夢路（ドリームランカー）」編がアニメ化（第1期・第2期と異なり、アニメオリジナルの長編ストーリーはない）。なお時系列上、第2期と第3期の間に位置する「学芸都市編」（『とある魔術の禁書目録 外典書庫』収録））が存在するが、こちらは映像化されることはなかった。
第4期は、2025年2月16日に開催された「電撃文庫 超新春感謝フェア2025」にて制作が発表された。

## ストーリー

### アニメオリジナルストーリー
「武装無能力者集団（スキルアウト）」編（テレビアニメ第1期第15話 - 第16話）
「幻想御手」編と「乱雑解放」編の間に位置するオリジナルエピソード。
「幻想御手」事件解決後、「武装無能力者集団（スキルアウト）」による能力者襲撃事件が多発する。美琴や黒子はその事件を追い、「黒い蜘蛛の刺青をした革ジャンの男性」が捜査線上に浮上した。調査を行ううち、美琴と黒子は「ビッグスパイダー」なる組織を調査するために第10学区を訪れる。そのころ、「風紀委員」の事務所から固法の姿が消えていた。
「乱雑開放（ポルターガイスト）」編（テレビアニメ第1期第20話 - 第24話）
「幻想御手」編のその後が描かれたオリジナルエピソード。
8月初旬、学園都市内では正体不明の局所的な地震が頻発していた。そんな折、初春は柵川中学に転校してきた春上衿衣という少女とルームメイトになり、親しくなるが、地震の正体が「RSPK症候群」とわかり、現場にいた春上は、その能力の特殊性を理由に犯人扱いされてしまう。
独自に調査を始めた美琴は、保釈されていた木山と再会する。そして、このRSPK症候群は、木原幻生の人体実験に使われて昏睡状態になっていた、木山の教え子たち「置き去り（チャイルドエラー）」を目覚めさせようとした際に発生した現象であり、春上は無実である事が判明する。しかし、テレスティーナ率いる「先進状況救助隊 (MAR)」によって、「置き去り」たちは木山から引き離され、春上と共に研究施設へ移送させられる。
やがて、原因はテレスティーナに連れ去られた春上や昏睡状態の「置き去り」たちを使った、テレスティーナのレベル6開発計画であることが発覚する。美琴たちは、正体を現したテレスティーナから、春上と「置き去り」たちを救うために動き出す。
「革命未明（サイレントパーティー）」編（テレビアニメ第2期第18話 - 第24話）
「妹達」編の直後から9月2日（学芸都市編の前日）までを描いたオリジナルエピソード。
美琴たちは、公園で寝ていた見知らぬ少女・フェブリと出会う。しかし、フェブリの身元を示す情報は見つからず、彼女は「置き去り」として児童養護施設へ引き取られることになった。施設の受け入れ態勢が整うまでの間、美琴たちはフェブリの面倒を見ることになる。
美琴たちはフェブリと仲良くなるが、彼女が「科学的に作られた人造物」であり、持っている飴で命を何とか繋いでいることが判明する。事情を知った美琴は仲間と共にフェブリを救おうと決意する。
美琴は、フェブリを救う手がかりを得るため、収監されているテレスティーナを訪ね、フェブリが「ケミカロイド」と呼ばれる存在で、彼女を作った者は「学園都市研究発表会」（学究会）に関わっている可能性が高いという情報を得る。学究会の上位常連である有冨春樹に目星をつけた美琴は、彼が取締役を務める企業「スタディコーポレーション」の工場に潜入し、有冨と「スタディ」に売られた布束砥信に遭遇する。有冨は、ケミカロイドの一体ジャーニーの能力を利用して、学究会当日に「革命」と称したテロ行為を企てていた。

## 登場人物
- 御坂美琴（みさか みこと） - 声：佐藤利奈[8]
- 白井黒子（しらい くろこ） - 声：新井里美[8]
- 初春飾利（ういはる かざり） - 声：豊崎愛生[8]
- 佐天涙子（さてん るいこ） - 声：伊藤かな恵[8]

### アニメ版の登場人物
アニメオリジナルキャラクター、およびアニメ版のみに登場する『禁書目録』からのゲストキャラを扱う。

#### 武装無能力者集団編
黒妻 綿流（くろづま わたる）
声 - 小西克幸
スキルアウトの1つ「ビッグスパイダー」の創設者・初代リーダー。赤茶色の癖がかかった長髪に、黒い革ジャンを羽織り、背中に大きな蜘蛛と蜘蛛の巣をあしらった刺青を彫っている。
無能力者だが、多人数に囲まれても全員を殴り伏せるほど、喧嘩の腕は立つ。また、他人に女性の胸についての話をしてもいやらしさを感じさせない好人物で、彼がトップである間はビッグスパイダーも不良なりの一線をわきまえていた。
蛇谷 次雄（へびたに つぐお）
声 - 保村真
スキルアウトの1つ「ビッグスパイダー」の現リーダー。表向きは黒妻を名乗っており、背中に小さな蜘蛛の刺青を彫るなど、彼の雷名で組織を束ねている。悪党かつ残忍な性格で、「仲間でも平気で裏切り、組織を抜けようと言おうものなら背中から撃ちかねない」と評され、裏ルートから銃器やキャパシティダウンの試作品を手に入れ、能力者狩りを行っている。
タメゾウ
声 - 興津和幸
スキルアウトの1つ「ビッグスパイダー」のメンバー。

#### 乱雑開放編
春上 衿衣（はるうえ えりい）
声 - 花澤香菜
第19学区の中学から柵川中学1年D組へ転入してきた、初春の新しいルームメイトかつ級友。異能力者（レベル2）。
小柄な可愛らしい少女で、髪はストレートのボブカット。非常におとなしい性格で口数も少なく、語尾に「 - なの」と付けて話す。「置き去り」の一人であり、施設で育ったため、施設以外の事には疎い。美琴たちと一緒に行ったゲームセンターで初めて見たモグラ叩きを「かわいそう」と言って叩けないなど、とても優しい心を持つ少女。小柄ながら食欲は旺盛でよく食べる。かつては枝先と同じ児童養護施設におり、親友同士だった。
能力はレベル2の「精神感応（テレパス）」。ただし、特定の波長での交信時には、レベル以上の能力を発揮するという特殊な能力を持つ。
テレスティーナ＝木原＝ライフライン（テレスティーナ きはら ライフライン、Therestina Kihara Lifeline）
声 - 大原さやか
「警備員」の一部署である「先進状況救助隊 (MAR)」の隊長および付属研究所所長。木原一族の1人であり、木原幻生の孫娘。妙齢のロングヘアの女性。表向きには冷静で優しいタイプであり、美琴に負けず劣らずの少女趣味な面を持つ。しかし、本性は残虐非道な性格で部下への態度も乱暴、口調も非常に汚い。祖父と同じく人体実験への抵抗を全く持っておらず、他者を平然とモルモット扱いをする。

#### 革命未明編
フェブリ
声 - 野水伊織
公園の花壇で寝ているところを美琴たちに保護された少女。金髪で、アホ毛が2本ある。唯一の所持品であるポーチには、強烈な味をした大量の棒付きキャンディが入っている。人懐っこく、佐天と初春には特に懐いているが、一方で美琴にはなかなか懐かなかった。
その正体は「スタディ」によって作られた人造人間「ケミカロイド」の予備個体。キャンディは体内で生成されている毒素の中和剤で、それがなくなると生命が維持できなくなる。
ジャーニー (Janie)
声 - 野水伊織
フェブリの姉にあたる「ケミカロイド」。容姿はフェブリと同じだが、唯一の違いはアホ毛が1本であること。「スタディ」の計画の要で、能力使用に必要なコンピュータ言語のみをインストールされた状態でポッドの中で眠らされている。
有冨 春樹（ありとみ はるき）
声 - 間島淳司
暗部組織「スタディ」のリーダーで、企業「スタディコーポレーション」の取締役。眼鏡をかけた青年。「学究会」上位入賞の常連で、2年前には次世代技術部門と先端理論部門で最優秀賞を受賞している学園都市でも指折りの秀才だが、高位の能力者ではない「ただの秀才」なので知名度は低い。
ケミカロイドの理論を幻生に「夏休みの工作」と馬鹿にされたことがきっかけで、能力よりも知性が勝ることを示すべく、現行の方式とは全く違う完全に新規のアプローチで、より安定し均一の品質で使い潰しても惜しくない能力者を作り出す「ケミカロイド計画」を実施、ジャーニーを利用して学究会当日に「革命」と称したテロ行為を画策する。
小佐古 俊一（こさこ - ）、関村 弘忠（せきむら - ）、桜井 純（さくらい - ）、斑目 健治（まだらめ - ）
声 - 小林裕介（小佐古）、 比上孝浩（関村）、持月玲依（桜井）、古川慎（斑目）
「スタディ」のメンバー。桜井のみ女性で、他は男性。いずれも眼鏡をかけている。

#### その他
重福 省帆（じゅうふく みほ）
声 - 田村ゆかり
関所中学2年生。「幻想御手」使用者の一人。異能力者（レベル2）。アップスタイルの後ろ髪とは対照的に、目元まで届く長い前髪と前髪によって隠されている太い眉毛が特徴。かつて付き合っていた彼氏が重福の眉毛を理由に別れた後、常盤台中学の生徒と付き合うようになったことから、いわゆる「常盤台狩り」を始める。
能力は「視覚阻害（ダミーチェック）」。対象物を「見ている」という他者の認識を阻害し、「見えない」という認識にすり替えることができる能力。
姐御
声 - 浅野真澄
スキルアウトの女性リーダー。本名不明。「幻想御手」使用者の一人。見た目はスケ番風で義理堅い人物。決闘相手には礼儀を交えて接し、舎弟達には頼られている。
能力はアスファルトの粘性を自在に操る「表層融解（フラックスコート）」。
中邑（なかむら）
声 - 永田依子
常盤台中学の水泳部が世話になっている水着メーカーの担当者。
鴻野江 遥希（こうのえ はるき）
声 - 皆川純子
柵川中学1年D組所属。初春と佐天の級友。冷めた性格で口数も少ない。対戦型格闘ゲームが好きでゲームセンターに入り浸るが、そこで同じく対戦型格闘ゲームが好きな綴里と出会う。
大圄（だいご）
声 - 間島淳司
柵川中学の教師で、初春と佐天のクラス1年D組の担任。休日は第13学区の児童養護施設「あすなろ園」でボランティア活動中の、若く優しそうな男性。年上のあすなろ園の園長（声 - 小林美奈）に恋をしている。
土御門 舞夏（つちみかど まいか）
声 - 福圓美里
メイド育成学校である繚乱家政女学校の生徒。

城南 朝来（じょうなん あさこ）
声 - 大浦冬華
OVA版に登場。「警備員」の女性で、元「長点上機学園」の能力開発担当者。都市伝説「誰かが見てる」の犯人。
みのり
声 - 麻倉もも
小学生の少女。引越しで離れ離れになる友達のために「幸運のカード」を探してプレゼントしようとしたところ、黒子達と知り合う。
カナミン
声 - 井口裕香
劇中に出てくるアニメ「超機動少女（マジカルパワード）カナミン」の登場キャラクターで、主人公兼ヒロイン。

## 用語

### アニメオリジナルの用語
能力体結晶（のうりょくたいけっしょう）
「体晶」とも呼ばれる薬物。
ビッグスパイダー
スキルアウトのグループ。現リーダーは蛇谷。第10学区エリアG「ストレンジ」を根城にしている。創設者の黒妻がリーダーのころは、不良から子供を助けたり気の置けない仲間たちと遊ぶだけの集団だったが、黒妻が生死不明になり蛇谷がリーダーになってからは、単なる能力者狩りの無法集団と化した。かつては固法も所属していた。
RSPK症候群
「反復性偶発性念力症候群」の略称 であり、別名を「乱雑開放（ポルターガイスト）」。心的外傷や過度のストレスにより「正しく現実を見る事ができなくなった子供達」が引き起こすもの で、能力者が一時的に自律を失い、無自覚に能力を暴走させる状態のこと。個々の現象は様々だが、同時に起きた場合、暴走した能力は互いに融合し合い一律にポルターガイスト現象として発現する。
先進状況救助隊
「警備員」の一部署。通称「MAR (Multi Active Rescue)」。テレスティーナが隊長を務めている。
キャパシティダウン
スピーカーから出る音で脳の演算能力を混乱させ、能力者の能力を封じる音響システム。能力者にとってはまともに動くことすらできなくなるほどの音であるが、レベル0の者にはただの甲高い音にしか聴こえない。
盛夏祭（せいかさい）
「学舎の園」外部の常盤台中学学生寮が、年に一度だけ一般人へ門戸を開く日。様々な催し物があり、「置き去り」へのチャリティーオークションも開催される。当日、寮生はメイド服を着用する。招待状を持っていないと入場できない。
学園都市研究発表会
学園都市の学業成績優秀者に与えられた研究発表の場。通称「学究会」。毎年開催されている。謂わば「頭の良い人たちの大覇星祭」だが、派手さがないので学生の知名度は低い。会場は全部で4箇所で、複数の学校に分散している。
スタディ (STUDY)
有冨春樹が、志を同じくする学究会の上位入賞者と結成した暗部組織。新たな時代を切り開くのは能力ではなく知性であることを学園都市に示すことが目的。表の顔は、薬品の製造や科学関係を中心に手広く手掛けている企業「スタディコーポレーション」で、大量の「駆動鎧」や大型ロボットを用意できるほどの規模を持っている。「警備員」の備品の納入業者でもあり、これを利用して「警備員」の介入を防いでいる。
ケミカロイド計画
科学の力で、安定した均一の能力者をゼロから作り出す計画。立案者は有冨。これにより、双子の「ジャーニー」と「フェブリ」が人工的に作られた。ベースプログラムは、布束砥信が昔書いた論文が元になっている。
ケミカロイドは自然界には存在しないタンパク質で体が構成されており、普通の人間と機能の面では遜色はないが、新陳代謝を繰り返すたびにある一定量の毒素を生み出してしまうように作られている。放っておくと毒素が蓄積して内臓の機能不全を起こし、死に至るため、毒の中和剤を含む飴を舐めることで健康を保っている。
疑似原子崩し
スタディによって開発された、第4位の「原子崩し」を元にした兵器を搭載する多脚戦車。

## 制作
プロデュースは『禁書目録』から引き続いてジェネオン・ユニバーサル・エンターテイメントジャパン（当時）所属の川瀬浩平が担当しているが、監督には錦織博に代わって2008年放送の『とらドラ！』で知られる長井龍雪が、シリーズ構成には赤星政尚に代わって2004年放送の『光と水のダフネ -DAPHNE IN THE BRILLIANT BLUE-』で知られる水上清資がそれぞれ起用されたことにより、『禁書目録』とは異なる作風で描かれた内容となっている。オープニングテーマはfripSideが担当。
第2期は、2011年にジェネオン・ユニバーサルからワーナー・ホーム・ビデオへ移籍したプロデューサーの川瀬と中山信宏が続投する関係で同社との共同製作扱いになっているほか、アクション監督に椛島洋介が起用されたことにより、アクションシーンのパワーアップが図られている。「妹達」のキャラクターデザインが『禁書目録』とは異なり、瞳にハイライトが入れられている。また、映画『劇場版 とある魔術の禁書目録 -エンデュミオンの奇蹟-』に登場した宇宙エレベーター「エンデュミオン」が建設途中の姿で登場している。その第2期では、モブキャラクターの声を当てた声優が後に主人公キャラクター、主役級キャラクターの声を務めたことが特筆される。
第3期ではシリーズ構成がヤスカワショウゴに変更されている。

### 第3期制作上のトラブル
第3期は、新型コロナウイルス感染症の影響による制作遅延が発生したために放送延期を繰り返した結果、当初6月までの放送予定が9月まで延長された。
2020年2月21日に放送予定だった第7話は翌週に延期され、代わりに第6話の再放送が行われた。3月6日・13日放送分の回は、『「とある科学の超電磁砲」スペシャルセレクションですのっ!』としてOVAが2週に亘って分割放送され、当初放送予定だった第8話・第9話は放送が2週延期された。4月24日に放送予定だった第13話も放送が延期され、当該回は第12話が再放送された。さらには、5月8日に放送予定だった第14話についても同様の対応が取られ、第13話が再放送された。
これにより、6月までに完結の見込みが立たなくなったことと、5月22日放送の第15話が前半パートの「大覇星祭」編が終了するタイミングであることから、第15話をもって放送は打ち切られた。翌週5月29日以降に放送を予定していた第16話からの「天賦夢路」編については、別途に放送枠が設けられて7月24日以降に順次放送された。放送再開までの約2か月間には、第1期・第2期を含めた過去の傑作選が放送された。

## スタッフ
|                                         | 第1期                               | OVA                                 | 第2期                               | 第3期                                             |
| --------------------------------------- | ----------------------------------- | ----------------------------------- | ----------------------------------- | ------------------------------------------------- |
| 原作                                    | 鎌池和馬 + 冬川基                   | 鎌池和馬 + 冬川基                   | 鎌池和馬 + 冬川基                   | 鎌池和馬 + 冬川基                                 |
| キャラクター原案                        | はいむらきよたか                    | はいむらきよたか                    | はいむらきよたか                    | はいむらきよたか                                  |
| 監督                                    | 長井龍雪                            | 長井龍雪                            | 長井龍雪                            | 長井龍雪                                          |
| 助監督                                  | -                                   | -                                   | -                                   | 堀口和樹                                          |
| シリーズ構成                            | 水上清資                            | 水上清資                            | 水上清資                            | ヤスカワショウゴ                                  |
| アニメーション キャラクターデザイン     | 田中雄一（第2期は総作画監修を兼任） | 田中雄一（第2期は総作画監修を兼任） | 田中雄一（第2期は総作画監修を兼任） | 田中雄一（第2期は総作画監修を兼任）               |
| アニメーションサブ キャラクターデザイン | -                                   | -                                   | 冷水由紀絵                          | 萩原弘光、吉田優子                                |
| メカデザイン                            | 常木志伸                            | -                                   | 明貴美加（第17 - 24話）             | -                                                 |
| アクション作画監督                      | -                                   | -                                   | 椛島洋介                            | 青木健一郎（第22話）                              |
| プロップデザイン                        | 阿部望                              | 阿部望                              | 常木志伸、高瀬健一                  | -                                                 |
| 美術監督                                | 黒田友範                            | 黒田友範                            | 黒田友範                            | 泉健太郎                                          |
| 色彩設計                                | 安藤智美                            | 安藤智美                            | 安藤智美                            | 安藤智美                                          |
| 撮影監督                                | 福世晋吾                            | 福世晋吾                            | 福世晋吾                            | 福世晋吾                                          |
| 編集                                    | 西山茂                              | 西山茂                              | 西山茂                              | 西山茂                                            |
| 音響監督                                | 明田川仁                            | 明田川仁                            | 明田川仁                            | 明田川仁                                          |
| 音楽                                    | I've sound                          | I've sound                          | I've sound                          | -                                                 |
| 音楽                                    | 井内舞子                            |                                     |                                     |                                                   |
| 音楽プロデューサー                      | 西村潤                              | 西村潤                              | 小島剛                              | 土肥範子                                          |
| プロデューサー                          | 三木一馬、金庭こず恵                | 三木一馬、金庭こず恵                | 三木一馬、金庭こず恵                | 三木一馬、金庭こず恵                              |
| プロデューサー                          | 中山信宏、峯健司、藤田敏            | 中山信宏、峯健司、藤田敏            | 中山信宏、峯健司、藤田敏            | 浅田成寛、志治雄一郎、中倉岳大 阿部倫久、礒谷徳知 |
| プロデューサー                          | -                                   | -                                   | 服部健太郎                          | 服部健太郎                                        |
| アニメーション制作 プロデューサー       | 柏田真一郎                          | 田部谷昌宏                          | 鈴木薫                              | 鈴木薫                                            |
| アニメーション制作                      | J.C.STAFF                           | J.C.STAFF                           | J.C.STAFF                           | J.C.STAFF                                         |
| 製作                                    | PROJECT-RAILGUN                     | PROJECT-RAILGUN                     | PROJECT-RAILGUN S                   | PROJECT-RAILGUN T                                 |

## 主題歌・挿入歌

### オープニングテーマ（OP）
オープニングテーマはシリーズを通してfripSideが担当しており、作詞・作曲・編曲をfripSideの八木沼悟志が手掛けている。
「only my railgun」
『とある科学の超電磁砲』前期OP。作詞は八木沼悟志とyuki-ka。第15回アニメーション神戸賞にて主題歌賞、平成アニソン大賞にて作品賞（2000年 - 2009年） を受賞。
「LEVEL5-judgelight-」
『とある科学の超電磁砲』後期OP。作詞はfripSide。
「future gazer」
OVA『とある科学の超電磁砲』OP。作詞は八木沼悟志とyuki-ka。
2010年10月15日放送の音楽番組『ミュージックステーション』のMステランキング第6位にランクインされ、発売初週で1.7万枚を売り上げたことでオリコン週間シングルランキング第4位となった。
「sister's noise」
『とある科学の超電磁砲S』前期OP。
「eternal reality」
『とある科学の超電磁砲S』後期OP。作曲は小室哲哉と八木沼悟志。
「final phase」
『とある科学の超電磁砲T』前期OP。
「dual existence」
『とある科学の超電磁砲T』後期OP。

### エンディングテーマ（ED）
「Dear My Friend -まだ見ぬ未来へ-」
『とある科学の超電磁砲』前期ED。作詞は春和文、作曲は渡辺拓也、編曲は大久保薫、歌はELISA。
「SMILE -You&Me-」
『とある科学の超電磁砲』第12話ED。作詞は西田恵美、作曲は渡辺拓也、編曲は増田武史、歌はELISA。
「Real Force」
『とある科学の超電磁砲』後期ED。作詞は六ツ見純代、作曲・編曲はElements Gardenの菊田大介、歌はELISA。
「Special "ONE"」
OVA『とある科学の超電磁砲』ED。作詞は春和文、作曲は川崎里実、編曲は大久保薫、歌はELISA。
「Grow Slowly」
『とある科学の超電磁砲S』前期ED。作詞・作曲は渡辺翔、編曲は清水哲平、歌は井口裕香。
「リンクス」
『とある科学の超電磁砲S』後期ED。作詞・作曲・編曲は千葉"naotyu-"直樹、歌は三澤紗千香。
「nameless story」
『とある科学の超電磁砲T』前期ED。作詞は岸田、作曲・編曲は草野華余子と岸田 、歌は岸田教団&THE明星ロケッツ。
「青嵐のあとで」
『とある科学の超電磁砲T』後期ED。作詞・作曲はキタニタツヤ、編曲はキタニと渡辺翔 、歌はsajou no hana。

### 挿入歌
「stand still」
『とある科学の超電磁砲S』第11話・第14話挿入歌。作詞・作曲は渡辺翔、編曲は森谷敏紀、歌は井口裕香。
「インフィニア」
『とある科学の超電磁砲S』第23話挿入歌。作詞はCeui、作曲は小高光太郎とCeui、編曲は小高光太郎、歌は三澤紗千香。
「ここにいたい」
『とある科学の超電磁砲T』第15話挿入歌。作詞・作曲は渡辺翔、編曲はキタニタツヤ、歌はsajou no hana。

## 評価
本作の第1期オープニングテーマ「only my railgun」は第15回アニメーション神戸において主題歌賞を受賞。また2019年に開催された平成アニソン大賞では作品賞（2000年 - 2009年）に選出された。
「第32回アニメグランプリ」ではグランプリ作品部門で13位、女性キャラクター部門で御坂美琴が4位、アニメソング部門で「only my railgun」が3位をそれぞれ獲得している。
「ニュータイプアニメアワード2013」では女性キャラクター賞で御坂美琴が5位を獲得している。
「読者が選ぶ32年間のベストアニメ」（2013年）では女性キャラクター部門で御坂美琴が9位を獲得している。「読者が選ぶ！」（2014年）では歴代人気アニメで20位、男性キャラクター部門で一方通行が16位、女性キャラクター部門で御坂美琴が8位をそれぞれ獲得している。
中国のオタク文化に精通した百元籠羊は本作が動画サイト「bilibili」が拡大する際の原動力となった作品であると語っている。2020年9月には「bilibili」において再生回数が3億回を突破したことが発表された。

## 各話リスト
| 話数  | サブタイトル                                                                                          | 脚本              | 絵コンテ                               | 演出                     | 作画監督 | 総作画監督                          |       |       |       |       |       |       |       |       |       |       |       |       |       |       |       |       |       |       |
| 第1期 | 第1期                                                                                                 | 第1期             | 第1期                                  | 第1期                    | 第1期 | 第1期                               | 第1期 | 第1期 | 第1期 | 第1期 | 第1期 | 第1期 | 第1期 | 第1期 | 第1期 | 第1期 | 第1期 | 第1期 | 第1期 | 第1期 | 第1期 | 第1期 | 第1期 | 第1期 |
| ----- | --- | ----------------- | -------------------------------------- | ------------------------ | --- | ----------------------------------- | ----- | ----- | ----- | ----- | ----- | ----- | ----- | ----- | ----- | ----- | ----- | ----- | ----- | ----- | ----- | ----- | ----- | ----- |
| #1    | 電撃使い                                                                                              | 水上清資          | 長井龍雪                               | 長井龍雪                 | 佐野恵一 山下祐 神谷智大 阿部望                                                                                            | 田中雄一                            |       |       |       |       |       |       |       |       |       |       |       |       |       |       |       |       |       |       |
| #2    | 炎天下の作業には 水分補給が必須ですのよ                                                               | 大野木寛 水上清資 | 中津環                                 | 中津環                   | 田中春香 清水明日香 岩倉和憲                                                                                               | 下谷智之                            |       |       |       |       |       |       |       |       |       |       |       |       |       |       |       |       |       |       |
| #3    | ねらわれた常盤台                                                                                      | 砂山蔵澄          | 大上相馬                               | 川畑喬                   | 千葉茂 福永純一 | 佐野恵一                            |       |       |       |       |       |       |       |       |       |       |       |       |       |       |       |       |       |       |
| #4    | 都市伝説                                                                                              | 浅川美也          | 橘秀樹                                 | 橘秀樹                   | 木本茂樹 | 木本茂樹                            |       |       |       |       |       |       |       |       |       |       |       |       |       |       |       |       |       |       |
| #5    | とある二人の新人研修                                                                                  | 天河信彦          | 神谷智大                               | 神谷智大                 | 中村直人 柳伸亮 | 田中雄一                            |       |       |       |       |       |       |       |       |       |       |       |       |       |       |       |       |       |       |
| #6    | こういうことにはみんな 積極的なんですよ                                                               | 國澤真理子        | 二瓶勇一                               | 石河俊夫                 | 冨岡寛 宮川智恵子 | 山下祐 飯塚晴子 木本茂樹            |       |       |       |       |       |       |       |       |       |       |       |       |       |       |       |       |       |       |
| #7    | 能力とちから                                                                                          | 伊藤美智子        | 八谷賢一                               | 八谷賢一                 | 田中春香 冨永詠二 さのえり 吉田尚人                                                                                        | 下谷智之 中村直人                   |       |       |       |       |       |       |       |       |       |       |       |       |       |       |       |       |       |       |
| #8    | 幻想御手                                                                                              | 天河信彦          | 矢島サコ美                             | 即座誠                   | 神本兼利 平川亜喜雄 | 柳伸亮                              |       |       |       |       |       |       |       |       |       |       |       |       |       |       |       |       |       |       |
| #9    | マジョリティ・リポート                                                                                | 大野木寛          | 山内重保                               | 山内重保                 | 岩倉和憲 木本茂樹 | 岩倉和憲 木本茂樹 田中雄一          |       |       |       |       |       |       |       |       |       |       |       |       |       |       |       |       |       |       |
| #10   | サイレント・マジョリティ                                                                              | 大野木寛          | 須間雅人                               | 高島大輔                 | 山下喜光 | 田中雄一                            |       |       |       |       |       |       |       |       |       |       |       |       |       |       |       |       |       |       |
| #11   | 木山せんせい                                                                                          | 砂山蔵澄          | 二瓶勇一                               | 馬引圭                   | 中村直人 | 柳伸亮                              |       |       |       |       |       |       |       |       |       |       |       |       |       |       |       |       |       |       |
| #12   | AIMバースト                                                                                           | 水上清資          | 福田道生                               | 橘秀樹                   | 藤井昌宏 | 藤井昌宏                            |       |       |       |       |       |       |       |       |       |       |       |       |       |       |       |       |       |       |
| #13   | ビキニは目線が上下に 分かれますけどワンピースは 身体のラインが出ますから 細い方しか似合わないんですよ | 伊藤美智子        | 中津環                                 | 神谷智大                 | さのえり 宮川智恵子 | 木本茂樹                            |       |       |       |       |       |       |       |       |       |       |       |       |       |       |       |       |       |       |
| #14   | 特別講習                                                                                              | 浅川美也          | 矢島サコ美                             | 川畑喬                   | 千葉茂 福永純一 宮嶋仁志                                                                                                   | 柳伸亮                              |       |       |       |       |       |       |       |       |       |       |       |       |       |       |       |       |       |       |
| #15   | スキルアウト                                                                                          | 大野木寛          | 二瓶勇一                               | 即座誠                   | 神本兼利 平川亜喜雄 | 中村直人                            |       |       |       |       |       |       |       |       |       |       |       |       |       |       |       |       |       |       |
| #16   | 学園都市                                                                                              | 大野木寛          | 二瓶勇一                               | 高島大輔                 | 小川エリ 冨永詠二 瀬川真矢 沼田誠也                                                                                        | 木本茂樹                            |       |       |       |       |       |       |       |       |       |       |       |       |       |       |       |       |       |       |
| #17   | 夏休みのつづり                                                                                        | 砂山蔵澄          | 須間雅人                               | 馬引圭                   | 石川慎亮 さのえり 小川エリ 柴田志朗                                                                                        | 田中雄一 木本茂樹 中村直人 松下郁子 |       |       |       |       |       |       |       |       |       |       |       |       |       |       |       |       |       |       |
| #18   | あすなろ園                                                                                            | 國澤真理子        | 湖山禎崇                               | 湖山禎崇                 | 遠藤大輔 | 柳伸亮                              |       |       |       |       |       |       |       |       |       |       |       |       |       |       |       |       |       |       |
| #19   | 盛夏祭                                                                                                | 天河信彦          | 橘秀樹                                 | 橘秀樹                   | 藤井昌宏 | 藤井昌宏                            |       |       |       |       |       |       |       |       |       |       |       |       |       |       |       |       |       |       |
| #20   | 乱雑開放                                                                                              | 浅川美也          | 二瓶勇一                               | 神保昌登                 | 木本茂樹 石川慎亮 | 田中雄一 木本茂樹                   |       |       |       |       |       |       |       |       |       |       |       |       |       |       |       |       |       |       |
| #21   | 声 | 水上清資          | 神谷智大                               | 神谷智大                 | 冨永詠二 さのえり | 木本茂樹                            |       |       |       |       |       |       |       |       |       |       |       |       |       |       |       |       |       |       |
| #22   | レベル6                                                                                               | 砂山蔵澄          | 須間雅人 二瓶勇一                      | カサヰケンイチ           | 小川エリ 柴田志朗 石川慎亮                                                                                                 | 佐野恵一                            |       |       |       |       |       |       |       |       |       |       |       |       |       |       |       |       |       |       |
| #23   | いま、あなたの目には 何が見えてますか?                                                                | 浅川美也          | 細田直人                               | 高島大輔                 | 中村直人 吉田尚人 冨永詠二 松下郁子                                                                                        | 木本茂樹                            |       |       |       |       |       |       |       |       |       |       |       |       |       |       |       |       |       |       |
| #24   | Dear My Friends                                                                                       | 水上清資          | 長井龍雪                               | 長井龍雪                 | 藤井昌宏 高瀬健一 石川慎亮 さのえり 山下祐                                                                                 | 田中雄一 佐野恵一                   |       |       |       |       |       |       |       |       |       |       |       |       |       |       |       |       |       |       |
| #13’  | 炎天下の撮影モデルも 楽じゃありませんわね。                                                           | ヤスカワショウゴ  | 神保昌登                               | 神保昌登                 | 中村直人 | -                                   |       |       |       |       |       |       |       |       |       |       |       |       |       |       |       |       |       |       |
| #EX   | 御坂さんはいま 注目の的ですから                                                                       | 水上清資          | 長井龍雪                               | 高島大輔                 | 冨沢和雄 武藤和浩 のりみそのみ 小渕陽介                                                                                    | 中村直人                            |       |       |       |       |       |       |       |       |       |       |       |       |       |       |       |       |       |       |
| 第2期 | |                   |                                        |                          | |                                     |       |       |       |       |       |       |       |       |       |       |       |       |       |       |       |       |       |       |
| #1    | 超電磁砲                                                                                              | 水上清資          | 長井龍雪                               | 長井龍雪                 | 斉藤敦史 | 冨岡寛                              |       |       |       |       |       |       |       |       |       |       |       |       |       |       |       |       |       |       |
| #2    | 寿命中断                                                                                              | 水上清資          | 高柳滋仁                               | 高島大輔                 | 諸石康太 石井哲哉 | 山下祐                              |       |       |       |       |       |       |       |       |       |       |       |       |       |       |       |       |       |       |
| #3    | 超電磁砲量産計画                                                                                      | 水上清資          | 二瓶勇一                               | 園田雅裕                 | 松本文男 牛嶋勇二 | 冨岡寛                              |       |       |       |       |       |       |       |       |       |       |       |       |       |       |       |       |       |       |
| #4    | 妹達                                                                                                  | 砂山蔵澄          | 室井康雄                               | 桜美かつし               | 矢向宏志 直谷たかし 吉田尚人 熊谷勝弘 酒井智史                                                                             | 冨岡寛                              |       |       |       |       |       |       |       |       |       |       |       |       |       |       |       |       |       |       |
| #5    | 絶対能力進化計画                                                                                      | 水上清資          | 二瓶勇一                               | 高島大輔                 | 小松原聖 石井哲也 直谷たかし 本村晃一                                                                                      | 山下祐                              |       |       |       |       |       |       |       |       |       |       |       |       |       |       |       |       |       |       |
| #6    | あたし… みんなのこと見えてるから                                                                      | 福田道生          | 二瓶勇一                               | 石井和彦                 | 諸石康太 熊谷勝弘 藤部生馬 舘崎大 阿北真由                                                                                 | 冨岡寛                              |       |       |       |       |       |       |       |       |       |       |       |       |       |       |       |       |       |       |
| #7    | お姉さまの力に なりたいですの                                                                         | 山田靖智          | 高柳滋仁                               | 羽多野浩平               | 牛島勇二 松本文男 | 冨岡寛 山下祐                       |       |       |       |       |       |       |       |       |       |       |       |       |       |       |       |       |       |       |
| #8    | Item                                                                                                  | 花田十輝          | 室井康雄                               | 桜美かつし               | 佐藤麻里那 直谷たかし 坂本龍典                                                                                             | 冨岡寛 山下祐                       |       |       |       |       |       |       |       |       |       |       |       |       |       |       |       |       |       |       |
| #9    | 能力追跡                                                                                              | 山田靖智          | 紺野直幸                               | 紺野直幸                 | 藤井昌宏 酒井智史 本村晃一                                                                                                 | 冨岡寛                              |       |       |       |       |       |       |       |       |       |       |       |       |       |       |       |       |       |       |
| #10   | 原子崩し                                                                                              | 土屋理敬          | 二瓶勇一                               | 池端隆史                 | さのえり 上田みねこ 萩原弘光 吉田優子 梶谷光春                                                                             | 冨岡寛                              |       |       |       |       |       |       |       |       |       |       |       |       |       |       |       |       |       |       |
| #11   | 自動販売機                                                                                            | 砂山蔵澄          | 長井龍雪                               | 石井和彦                 | 小松原聖 石井哲哉 谷口元浩                                                                                                 | 木本茂樹                            |       |       |       |       |       |       |       |       |       |       |       |       |       |       |       |       |       |       |
| #12   | 樹形図の設計者                                                                                        | 花田十輝          | 二瓶勇一                               | 園田雅裕                 | 松本文男 福世孝明 林蔡德 古澤貴文                                                                                          | 冨岡寛 木本茂樹                     |       |       |       |       |       |       |       |       |       |       |       |       |       |       |       |       |       |       |
| #13   | 一方通行                                                                                              | 土屋理敬          | 石川健介                               | 石川健介                 | 諸石康太 藤部生馬 直谷たかし                                                                                               | 山下祐                              |       |       |       |       |       |       |       |       |       |       |       |       |       |       |       |       |       |       |
| #14   | 約束                                                                                                  | 花田十輝          | 佐山聖子                               | 高島大輔                 | 佐藤麻里那 藤井昌宏 谷口元浩                                                                                               | 木本茂樹                            |       |       |       |       |       |       |       |       |       |       |       |       |       |       |       |       |       |       |
| #15   | 最弱                                                                                                  | 砂山蔵澄          | 岩瀧智                                 | 桜美かつし               | 石井哲哉 酒井智史 本村晃一 椛島洋介                                                                                        | 冨岡寛                              |       |       |       |       |       |       |       |       |       |       |       |       |       |       |       |       |       |       |
| #16   | 姉妹                                                                                                  | 山田靖智          | 大橋誉志光                             | カサヰケンイチ           | 小松原聖 直谷たかし 熊谷勝弘                                                                                               | 木本茂樹                            |       |       |       |       |       |       |       |       |       |       |       |       |       |       |       |       |       |       |
| #17   | 勉強会                                                                                                | 土屋理敬          | 佐山聖子                               | 池端隆史                 | 藤部生馬 諸石康太 | 山下祐                              |       |       |       |       |       |       |       |       |       |       |       |       |       |       |       |       |       |       |
| #18   | お引越し                                                                                              | 砂山蔵澄          | 二瓶勇一                               | 高島大輔                 | 藤井昌宏 熊谷勝弘 谷口元浩 石井哲哉                                                                                        | 冨岡寛                              |       |       |       |       |       |       |       |       |       |       |       |       |       |       |       |       |       |       |
| #19   | 学園都市研究発表会                                                                                    | 吉野弘幸          | 後藤圭二                               | 後藤圭二                 | 佐藤麻里那 直谷たかし | 木本茂樹                            |       |       |       |       |       |       |       |       |       |       |       |       |       |       |       |       |       |       |
| #20   | フェブリ                                                                                              | 山田靖智          | 佐山聖子                               | 鈴木洋平                 | 小松原聖 酒井智史 本村晃一 谷口元浩                                                                                        | 山下祐                              |       |       |       |       |       |       |       |       |       |       |       |       |       |       |       |       |       |       |
| #21   | 闇 | 土屋理敬          | 二瓶勇一                               | 桜美かつし               | 熊谷勝弘 直谷たかし 石井哲哉 藤部生馬                                                                                      | 冨岡寛                              |       |       |       |       |       |       |       |       |       |       |       |       |       |       |       |       |       |       |
| #22   | STUDY                                                                                                 | 土屋理敬          | 佐山聖子                               | 高島大輔                 | 小松原聖 村上雄 木本茂樹 本村晃一 諸石康太                                                                                 | 木本茂樹                            |       |       |       |       |       |       |       |       |       |       |       |       |       |       |       |       |       |       |
| #23   | 革命未明                                                                                              | 吉野弘幸          | 大橋誉志光 二瓶勇一                    | 池端隆史                 | 直谷たかし 藤部生馬 柴田志郎 村上雄 山下祐                                                                                 | 山下祐 冨岡寛                       |       |       |       |       |       |       |       |       |       |       |       |       |       |       |       |       |       |       |
| #24   | Eternal Party                                                                                         | 吉野弘幸          | 長井龍雪 紺野直幸                      | 長井龍雪 紺野直幸        | 佐藤麻里那 小松原聖 石井哲哉 熊谷勝弘 酒井智史 直谷たかし 冷水由紀絵 木本茂樹 冨岡寛 田中雄一                              | 木本茂樹 冨岡寛 田中雄一            |       |       |       |       |       |       |       |       |       |       |       |       |       |       |       |       |       |       |
| #特典 | 大事なことは ぜんぶ銭湯に教わった                                                                     | -                 | 鈴木洋平                               | 鈴木洋平                 | 小松原聖 | -                                   |       |       |       |       |       |       |       |       |       |       |       |       |       |       |       |       |       |       |
| 第3期 | |                   |                                        |                          | |                                     |       |       |       |       |       |       |       |       |       |       |       |       |       |       |       |       |       |       |
| #1    | 超能力者                                                                                              | ヤスカワショウゴ  | 長井龍雪                               | 堀口和樹                 | 佐野はるか 坂本哲也 冷水由紀絵 木本茂樹                                                                                    | 矢向宏志                            |       |       |       |       |       |       |       |       |       |       |       |       |       |       |       |       |       |       |
| #2    | 大覇星祭                                                                                              | ヤスカワショウゴ  | 二瓶勇一                               | 森義博                   | 村上雄 山内則康 上田みねこ                                                                                                 | 冨岡寛                              |       |       |       |       |       |       |       |       |       |       |       |       |       |       |       |       |       |       |
| #3    | バルーンハンター                                                                                      | ヤスカワショウゴ  | 結城真吾                               | 小野田雄亮               | 滝川和男 富樫彩菜 藤部生馬 細田沙織 岡崎耕太郎 小渕陽介                                                                    | 冨岡寛 矢向宏志                     |       |       |       |       |       |       |       |       |       |       |       |       |       |       |       |       |       |       |
| #4    | 改竄                                                                                                  | ヤスカワショウゴ  | -                                      | 則座誠                   | 山内則康 江藤大気 奥田哲平 岡崎耕太郎 木本茂樹 冷水由紀絵                                                                  | 冨岡寛                              |       |       |       |       |       |       |       |       |       |       |       |       |       |       |       |       |       |       |
| #5    | 信頼                                                                                                  | イシノアツオ      | 橋本敏一                               | 橋本敏一                 | 上田みねこ 江藤大気 小渕陽介 佐野はるか 清水明日香 藤部生馬 細田沙織                                                       | 冨岡寛                              |       |       |       |       |       |       |       |       |       |       |       |       |       |       |       |       |       |       |
| #6    | 開戦                                                                                                  | 内田裕基          | そ〜とめこういちろう 長井龍雪          | 谷口工作 小野田雄亮      | 木本茂樹 冷水由紀絵 佐野はるか 奥田哲平 武志鵬 岡崎耕太郎 河野眞也 冨樫彩菜 さのえり                                       | 冨岡寛 吉田優子                     |       |       |       |       |       |       |       |       |       |       |       |       |       |       |       |       |       |       |
| #7    | Auribus oculi fideliores sunt.                                                                        | 猪爪慎一          | 二瓶勇一                               | 森義博                   | 佐野はるか 山内則康 上田みねこ 小渕陽介 小川浩司                                                                           | 冨岡寛                              |       |       |       |       |       |       |       |       |       |       |       |       |       |       |       |       |       |       |
| #8    | 超電磁砲×心理掌握                                                                                     | ヤスカワショウゴ  | 高田耕一                               | 則座誠                   | 冷水由紀絵 藤部生馬 江藤大気 清水明日香                                                                                    | 冨岡寛                              |       |       |       |       |       |       |       |       |       |       |       |       |       |       |       |       |       |       |
| #9    | 警策看取                                                                                              | ヤスカワショウゴ  | 河原龍太                               | 河原龍太                 | 佐野はるか 重松佐和子 岡崎耕太郎 小川浩司 さのえり 小渕陽介 菅原裕幸 奥田哲平                                              | 冨岡寛 吉田優子                     |       |       |       |       |       |       |       |       |       |       |       |       |       |       |       |       |       |       |
| #10   | 才人工房                                                                                              | 猪爪慎一          | 二瓶勇一                               | 長澤雄樹 栗山貴行        | 冷水由紀絵 中山由美 上田みねこ 藤部生馬 江藤大気 武志鵬 北原章雄                                                           | 冨岡寛                              |       |       |       |       |       |       |       |       |       |       |       |       |       |       |       |       |       |       |
| #11   | 参戦                                                                                                  | イシノアツオ      | 橘秀樹 堀口和樹                        | 山本陽介                 | 菅原裕幸 さのえり 清水明日香 重松佐和子 河野眞也 奥田哲平 岡崎耕太郎 佐野はるか 小渕陽介                                   | 冨岡寛                              |       |       |       |       |       |       |       |       |       |       |       |       |       |       |       |       |       |       |
| #12   | 外装代脳                                                                                              | 内田裕基          | 橘秀樹 柳沢テツヤ                      | 森義博                   | 山内則康 伊藤知美 武志鵬 小川浩司 江藤大気 藤部生馬                                                                        | 冨岡寛 吉田優子                     |       |       |       |       |       |       |       |       |       |       |       |       |       |       |       |       |       |       |
| #13   | SYSTEM                                                                                                | ヤスカワショウゴ  | 滝川和男 そ〜とめこういちろう 長井龍雪 | 八瀬大蔵 藍崎灯          | 上田みねこ 佐野はるか 北島勇樹 重松佐和子 奥田哲平 小渕陽介 菅原裕幸                                                       | 冨岡寛                              |       |       |       |       |       |       |       |       |       |       |       |       |       |       |       |       |       |       |
| #14   | 竜王の顎                                                                                              | ヤスカワショウゴ  | 橘秀樹                                 | 宮崎修治                 | 冷水由紀絵 武志鵬 岡崎耕太郎 藤部生馬 江藤大気 さのえり 小川浩司                                                           | 冨岡寛                              |       |       |       |       |       |       |       |       |       |       |       |       |       |       |       |       |       |       |
| #15   | やくそく                                                                                              | ヤスカワショウゴ  | 佐山聖子                               | 佐山聖子                 | 菅原裕幸 北原章雄 小渕陽介 清水博幸 奥田哲平 伊藤知美 佐野はるか 重松佐和子 田守優希                                       | 冨岡寛                              |       |       |       |       |       |       |       |       |       |       |       |       |       |       |       |       |       |       |
| #16   | 天賦夢路                                                                                              | 猪爪慎一          | 堀口和樹                               | 堀口和樹 則座誠          | 北島勇樹 大西陽一 山口ひびき 岡崎耕太郎 武志鵬 長谷川眞也 上田みねこ Min Hyun Sook Jeon Jong Min                           | 冨岡寛 吉田優子                     |       |       |       |       |       |       |       |       |       |       |       |       |       |       |       |       |       |       |
| #17   | 予知                                                                                                  | 猪爪慎一          | 二瓶勇一                               | 森義博                   | 山内則康 小渕陽介 重松佐和子 江藤大気 奥田哲平 佐野はるか                                                                  | 冨岡寛                              |       |       |       |       |       |       |       |       |       |       |       |       |       |       |       |       |       |       |
| #18   | 巨乳御手                                                                                              | ヤスカワショウゴ  | 山川吉樹                               | 北村将                   | 長谷川眞也 武志鵬 北島勇樹 伊藤知美 寿門堂                                                                                 | 冨岡寛                              |       |       |       |       |       |       |       |       |       |       |       |       |       |       |       |       |       |       |
| #19   | 奇縁                                                                                                  | ヤスカワショウゴ  | 高田耕一                               | 藍崎灯                   | 佐野はるか 上田みねこ 小渕陽介 菅原裕幸 林信秀 渡邉一平太 岡崎耕太郎                                                       | 高田耕一 佐野はるか                 |       |       |       |       |       |       |       |       |       |       |       |       |       |       |       |       |       |       |
| #20   | Ha det bra                                                                                            | 内田裕基          | 二瓶勇一                               | 則座誠 栗山貴行 長澤雄樹 | 江藤大気 長谷川眞也 奥田哲平 武志鵬 北島勇樹 Kim Bong-deok Lee Gwan-woo Woo Gueum-yung Kim Jun-o                           | 冨岡寛                              |       |       |       |       |       |       |       |       |       |       |       |       |       |       |       |       |       |       |
| #21   | ドッペルゲンガー                                                                                      | 猪爪慎一          | 宮崎修治                               | 宮崎修治                 | 佐野はるか 山口ひびき 小渕陽介 Min Hyun Sook Jeon Jong Min 大西陽一                                                        | 冨岡寛 佐野はるか                   |       |       |       |       |       |       |       |       |       |       |       |       |       |       |       |       |       |       |
| #22   | 屍喰部隊                                                                                              | 猪爪慎一          | 大橋誉志光                             | 桜美かつし               | 岡崎耕太郎 菅原裕幸 重松佐和子 伊藤知美 長谷川眞也 奥田哲平 手島勇人 たかはしなぎさ 南原孝衣子 Min Hyun Sook Jeon Jong Min | 冨岡寛 冷水由紀絵 吉田優子          |       |       |       |       |       |       |       |       |       |       |       |       |       |       |       |       |       |       |
| #23   | 憑依                                                                                                  | ヤスカワショウゴ  | 高田耕一 吉田徹 長井龍雪               | 則座誠 堀口和樹 田中哲郎 | 上田みねこ 武志鵬 山口ひびき 田守優希 北島勇樹 山﨑輝彦 上野沙弥佳 乘冨梓                                                  | 冨岡寛                              |       |       |       |       |       |       |       |       |       |       |       |       |       |       |       |       |       |       |
| #24   | 拡散                                                                                                  | ヤスカワショウゴ  | 飯田崇 長井龍雪                        | 田中哲郎 藍崎灯 森義博   | 長谷川眞也 小渕陽介 橋本健太 岡崎耕太郎 江藤大気 山内則康 奥田哲平                                                         | 冷水由紀絵 冨岡寛                   |       |       |       |       |       |       |       |       |       |       |       |       |       |       |       |       |       |       |
| #25   | 私の、大切な友達                                                                                      | ヤスカワショウゴ  | 長井龍雪                               | 長井龍雪                 | 重松佐和子 山口ひびき 武志鵬 菅原裕幸 伊藤知美 上田みねこ 北島勇樹 菊池隼也                                                | 冷水由紀絵 冨岡寛                   |       |       |       |       |       |       |       |       |       |       |       |       |       |       |       |       |       |       |

## 放送局
| 放送期間                      | 放送時間                     | 放送局       | 対象地域   | 備考                                 |
| ----------------------------- | ---------------------------- | ------------ | ---------- | ------------------------------------ |
| 2009年10月3日 - 2010年3月20日 | 土曜 1:30 - 2:00（金曜深夜） | TOKYO MX     | 東京都     |                                      |
| 2009年10月4日 - 2010年3月21日 | 日曜 1:30 - 2:00（土曜深夜） | テレ玉       | 埼玉県     |                                      |
|                               | 日曜 1:35 - 2:05（土曜深夜） | チバテレビ   | 千葉県     |                                      |
|                               | 日曜 1:58 - 2:28（土曜深夜） | 毎日放送     | 近畿広域圏 | 『アニメシャワー』第1部              |
|                               | 日曜 2:30 - 3:00（土曜深夜） | テレビ神奈川 | 神奈川県   |                                      |
| 2009年10月5日 - 2010年3月22日 | 月曜 23:00 - 23:30           | AT-X         | 日本全域   | 製作参加 / CS放送 / リピート放送あり |
| 2009年10月8日 - 2010年3月25日 | 木曜 1:29 - 2:00（水曜深夜） | 中部日本放送 | 中京広域圏 |                                      |

| 配信開始日    | 配信時間        | 配信サイト                                           |
| ------------- | --------------- | ---------------------------------------------------- |
| 2009年10月9日 | 金曜 12:00 更新 | ムービーゲート バンダイチャンネル [ 注 9 ] [ 注 10 ] |

| 放送期間                | 放送時間                     | 放送局       | 対象地域   | 備考                                 |
| ----------------------- | ---------------------------- | ------------ | ---------- | ------------------------------------ |
| 2013年4月12日 - 9月27日 | 金曜 23:30 - 土曜 0:00       | AT-X         | 日本全域   | 製作参加 / CS放送 / リピート放送あり |
| 2013年4月13日 - 9月28日 | 土曜 0:30 - 1:00（金曜深夜） | TOKYO MX     | 東京都     |                                      |
| 2013年4月14日 - 9月29日 | 日曜 2:58 - 3:28（土曜深夜） | 毎日放送     | 近畿広域圏 | 『アニメシャワー』第3部              |
| 2013年4月18日 - 10月3日 | 木曜 2:38 - 3:08（水曜深夜） | 中部日本放送 | 中京広域圏 |                                      |
| 2013年4月20日 - 10月5日 | 土曜 0:30 - 1:00（金曜深夜） | BS11         | 日本全域   | BS放送 / 『ANIME+』枠                |
| 2013年4月24日 - 10月9日 | 水曜 23:30 - 木曜 0:00       | とちぎテレビ | 栃木県     |                                      |

| 配信開始日    | 配信時間           | 配信サイト             |
| ------------- | ------------------ | ---------------------- |
| 2013年4月19日 | 金曜 22:30 - 23:00 | ニコニコ生放送         |
|               | 金曜 23:00 更新    | ニコニコチャンネル     |
|               | 未定               | ShowTime dアニメストア |
| 2013年5月3日  | 金曜 12:00 更新    | バンダイチャンネル     |

| 放送期間                | 放送時間                     | 放送局   | 対象地域   | 備考                                 |
| ----------------------- | ---------------------------- | -------- | ---------- | ------------------------------------ |
| 2020年1月10日 - 9月25日 | 金曜 22:00 - 22:30           | AT-X     | 日本全域   | 製作参加 / CS放送 / リピート放送あり |
| 2020年1月11日 - 9月26日 | 土曜 1:05 - 1:35（金曜深夜） | TOKYO MX | 東京都     |                                      |
|                         | 土曜 1:30 - 2:00（金曜深夜） | BS11     | 日本全域   | BS放送 / 『ANIME+』枠                |
|                         | 土曜 2:55 - 3:25（金曜深夜） | 毎日放送 | 近畿広域圏 |                                      |

インターネットではABEMAにて地上波最速放送と同時放送される。

## 関連商品

### BD / DVD
| 巻                        | 発売日         | 規格品番  | 規格品番  | 規格品番  | 規格品番  | 収録話          | オーディオコメンタリー                        |
| 巻                        | 発売日         | BD初回版  | BD通常版  | DVD初回版 | DVD通常版 | 収録話          | オーディオコメンタリー                        |
| ------------------------- | -------------- | --------- | --------- | --------- | --------- | --------------- | --------------------------------------------- |
| 1                         | 2010年1月29日  | GNXA-1221 | GNXA-1231 | GNBA-1581 | GNBA-1591 | 第1話 - 第3話   | 第1話：佐藤利奈 新井里美                      |
| 2                         | 2010年2月26日  | GNXA-1222 | GNXA-1232 | GNBA-1582 | GNBA-1592 | 第4話 - 第6話   | 第5話：新井里美 豊崎愛生                      |
| 3                         | 2010年3月26日  | GNXA-1223 | GNXA-1233 | GNBA-1583 | GNBA-1593 | 第7話 - 第9話   | 第8話：伊藤かな恵 豊崎愛生                    |
| 4                         | 2010年4月28日  | GNXA-1224 | GNXA-1234 | GNBA-1584 | GNBA-1594 | 第10話 - 第12話 | 第12話：佐藤利奈 田中敦子                     |
| 5                         | 2010年5月28日  | GNXA-1225 | GNXA-1235 | GNBA-1585 | GNBA-1595 | 第13話 - 第15話 | 第13話：伊藤かな恵 寿美菜子                   |
| 6                         | 2010年6月25日  | GNXA-1226 | GNXA-1236 | GNBA-1586 | GNBA-1596 | 第16話 - 第18話 | 第16話：佐藤利奈 植田佳奈                     |
| 7                         | 2010年7月30日  | GNXA-1227 | GNXA-1237 | GNBA-1587 | GNBA-1597 | 第19話 - 第21話 | 第20話：豊崎愛生 花澤香菜                     |
| 8                         | 2010年8月27日  | GNXA-1228 | GNXA-1238 | GNBA-1588 | GNBA-1598 | 第22話 - 第24話 | 第24話：佐藤利奈 新井里美 豊崎愛生 伊藤かな恵 |
| OVA                       | 2010年10月29日 | -         | GNXA-1230 | -         | GNBA-1590 | OVA             | 佐藤利奈 新井里美 豊崎愛生 伊藤かな恵         |
| SET1                      | 2013年4月24日  | -         | -         | -         | GNBA-5186 | 第1話 - 第12話  | -                                             |
| SET2                      | 2013年4月24日  | -         | -         | -         | GNBA-5187 | 第13話 - 第24話 | -                                             |
| BOX                       | 2013年7月10日  | GNXA-1229 | -         | -         | -         | 全24話 OVA      | 上記全てを収録                                |
| BOX スペシャル プライス版 | 2017年11月22日 | -         | GNXA-1199 | -         | -         | 全24話 OVA      | 上記全てを収録                                |

| 巻                        | 発売日         | 規格品番  | 規格品番  | 規格品番  | 規格品番  | 収録話          | オーディオコメンタリー                                               |
| 巻                        | 発売日         | BD初回版  | BD通常版  | DVD初回版 | DVD通常版 | 収録話          | オーディオコメンタリー                                               |
| ------------------------- | -------------- | --------- | --------- | --------- | --------- | --------------- | -------------------------------------------------------------------- |
| 1                         | 2013年7月24日  | GNXA-7281 | GNXA-7291 | GNBA-8041 | GNBA-8051 | 第1話 - 第3話   | 第1話：佐藤利奈 新井里美                                             |
| 2                         | 2013年8月28日  | GNXA-7282 | GNXA-7292 | GNBA-8042 | GNBA-8052 | 第4話 - 第6話   | 第5話：佐藤利奈 ささきのぞみ                                         |
| 3                         | 2013年9月25日  | GNXA-7283 | GNXA-7293 | GNBA-8043 | GNBA-8053 | 第7話 - 第9話   | 第7話：新井里美 豊崎愛生 伊藤かな恵                                  |
| 4                         | 2013年10月23日 | GNXA-7284 | GNXA-7294 | GNBA-8044 | GNBA-8054 | 第10話 - 第12話 | 第10話：佐藤利奈 小清水亜美                                          |
| 5                         | 2013年11月27日 | GNXA-7285 | GNXA-7295 | GNBA-8045 | GNBA-8055 | 第13話 - 第15話 | 第15話：阿部敦 岡本信彦                                              |
| 6                         | 2013年12月25日 | GNXA-7286 | GNXA-7296 | GNBA-8046 | GNBA-8056 | 第16話 - 第18話 | 第16話：佐藤利奈 阿部敦                                              |
| 7                         | 2014年1月29日  | GNXA-7287 | GNXA-7297 | GNBA-8047 | GNBA-8057 | 第19話 - 第21話 | 第19話：佐藤利奈 野水伊織                                            |
| 8                         | 2014年2月26日  | GNXA-7288 | GNXA-7298 | GNBA-8048 | GNBA-8058 | 第22話 - 第24話 | 第24話：佐藤利奈 新井里美 豊崎愛生 伊藤かな恵                        |
| BOX                       | 2015年11月6日  | GNXA-7289 | -         | -         | -         | 全24話          | 上記全てを収録 第1話、第24話： 佐藤利奈 新井里美 豊崎愛生 伊藤かな恵 |
| BOX スペシャル プライス版 | 2017年11月22日 | -         | GNXA-7290 | -         | -         | 全24話          | 上記全てを収録 第1話、第24話： 佐藤利奈 新井里美 豊崎愛生 伊藤かな恵 |

| 巻  | 発売日         | 規格品番   | 規格品番  | 収録話          | オーディオコメンタリー             |
| 巻  | 発売日         | BD         | DVD       | 収録話          | オーディオコメンタリー             |
| --- | -------------- | ---------- | --------- | --------------- | ---------------------------------- |
| 1   | 2020年4月30日  | GNXA-7421  | GNBA-8161 | 第1話 - 第3話   | 第1話：佐藤利奈 新井里美           |
| 2   | 2020年5月29日  | GNXA-7422  | GNBA-8162 | 第4話 - 第6話   | 第4話：豊崎愛生 伊藤かな恵         |
| 3   | 2020年7月29日  | GNXA-7423  | GNBA-8163 | 第7話 - 第9話   | 第8話：佐藤利奈 浅倉杏美           |
| 4   | 2020年8月28日  | GNXA-7424  | GNBA-8164 | 第10話 - 第12話 | 第11話：阿部敦 河西健吾            |
| 5   | 2020年10月9日  | GNXA-7425  | GNBA-8165 | 第13話 - 第15話 | 第15話：浅倉杏美 富田美憂 小原好美 |
| 6   | 2020年10月28日 | GNXA-7426  | GNBA-8166 | 第16話 - 第18話 | 第17話：新井里美 豊崎愛生 峯田茉優 |
| 7   | 2020年11月27日 | GNXA-7427  | GNBA-8167 | 第19話 - 第21話 | 第20話：伊藤かな恵 内田真礼        |
| 8   | 2020年12月25日 | GNXA-7428  | GNBA-8168 | 第22話 - 第25話 | 第25話：佐藤利奈 種﨑敦美          |
| BOX | 2022年9月28日  | 1000815106 | -         | 全25話          | 上記全てを収録                     |

パッケージイラストは、アニメ描き下ろしイラストとなっている。オーディオコメンタリーのほか、作品解説ブックレット、書き下ろし小説『とある魔術の禁書目録SS』、WEBラジオ「とあるラジオの超電磁砲」収録CD-ROM、サウンドトラックCDなどを収録（一部、初回限定盤のみ）。
『とある科学の超電磁砲 超電磁DISC1』
第1期BD / DVD第1巻初回盤の予約（購入者）先着特典。
新作おまけアニメ『MMR〜もっとまるっと超電磁砲（レールガン）〜』をはじめ、店頭ナビゲーション番組『電撃直撃！ ビリビリビリビリ 予約したくなっちゃうぞ!! スペシャル』、佐藤利奈・新井里美・豊崎愛生・伊藤かな恵による特別企画『学園都市最強女王決定戦 レベル5は私よ！』、広告用映像『先行プロモーション映像 コミックマーケット76 Ver.』が収録されている。
『とある科学の超電磁砲 超電磁DISC 2』
第1期BD / DVD第5巻初回盤の予約（購入者）先着特典。
新作おまけアニメ『MMR II〜もっとまるっと超電磁砲II〜』をはじめ、佐藤利奈・新井里美・豊崎愛生・伊藤かな恵による企画『とある調理の超電磁器』と『とある収録後の座談会』、広告用映像『先行プロモーション映像 コミックマーケット77 Ver.』が収録されている。

### 書籍
- 『13'話『炎天下の撮影モデルも楽じゃありませんわね。』収録DVD付属 とある科学の超電磁砲 OFFICIAL VISUAL BOOK』2010年7月27日発売[39]、ISBN 978-4-04-868789-8
- 『特典『大事なことはぜんぶ銭湯に教わった』収録Blu-ray Disc付属 とある科学の超電磁砲S OFFICIAL VISUAL BOOK』2014年3月27日発売[40]、ISBN 978-4-04-866457-8
- 『とある科学の超電磁砲T OFFICIAL VISUAL BOOK』2021年3月27日発売[41]、ISBN 978-4-04-913672-2
- 『とある科学の超電磁砲T OFFICIAL VISUAL BOOK 2』2022年2月26日発売[42]、ISBN 978-4-04-914254-9

## MMR 〜もっとまるっと超電磁砲〜
第1期、第2期のBD / DVDの初回予約特典として付属する特典ディスク、第3期のBD / DVDの特典映像として収録されているおまけアニメ。第1期第1巻の特典ディスク『とある科学の超電磁砲 超電磁DISC I』、第1期第5巻の特典ディスク『とある科学の超電磁砲 超電磁DISC II』、第2期第1巻の特典ディスク『とある科学の超電磁砲S MMR III 〜もっとまるっと超電磁砲III〜』、第2期第5巻の特典ディスク『とある科学の超電磁砲S MMR IV 〜もっとまるっと超電磁砲IV〜』、『とある科学の超電磁砲T Vol.1』、『とある科学の超電磁砲T Vol.5』に収録されている。 MMR IVでは「禁書目録たん」絡みで「ミサカたん」が登場。

### 各話リスト（MMR）
| 巻数    | サブタイトル | 脚本     | 絵コンテ 演出 | 作画監督        | 備考                           |
| ------- | --- | -------- | ------------- | --------------- | ------------------------------ |
| MMR I   | 出版社と制作会社が同じなので、問題ないシリーズです。                                                                                             | -        | 福世晋吾      | 木本茂樹 柳伸亮 | 「灼眼のシャナたん」のパロディ |
| MMR I   | 10cmの距離に意味があるんだ! 知ってるか? | -        | 福世晋吾      | 木本茂樹 柳伸亮 | B・B参照                       |
| MMR I   | 久々に元ネタを見たら…結構、下膨れだったので。若い頃は気にしなかったんだけどね。                                                                  | -        | 福世晋吾      | 木本茂樹 柳伸亮 | 山口美江のこと                 |
| MMR I   | そろそろ飽きたなと思ったんですが、ついかわいくて出してしまいました…                                                                              | -        | 福世晋吾      | 木本茂樹 柳伸亮 | 手乗りタイガー                 |
| MMR I   | 個人的には、金龍の方が好きなんですが、ネタなので…そういえば最近ヴァンダム見ないですね。                                                          | -        | 福世晋吾      | 木本茂樹 柳伸亮 | 焼肉のたれ『金龍』             |
| MMR I   | 風車、オランダ、ドイツんだ? 歌舞伎町を集団で歩くスカート姿のオランダ人を見た!!                                                                   | -        | 福世晋吾      | 木本茂樹 柳伸亮 | -                              |
| MMR II  | あの人は本当に年をとらないですよね 生身を見たことはありませんが、きっとあのまんまの人に違いない…                                                 | -        | 福世晋吾      | 神谷智大        | -                              |
| MMR II  | いや、本当に意外とそんなもんですよ人生って だからくじけないで再度アタックしてみよう 3回目くらいで何か変わるよきっと                              | -        | 福世晋吾      | 神谷智大        | -                              |
| MMR II  | 氷食べたらキーンと来るって本当? 俺はならないけど…わさびはわかるあれはくるよね〜                                                                  | -        | 福世晋吾      | 神谷智大        | -                              |
| MMR II  | 小鹿のバンリってネタを思い付いたんですが、ふくらまず…でもせっかくなんで、ここに書きとめておく                                                    | -        | 福世晋吾      | 神谷智大        | -                              |
| MMR II  | 高齢化、少子化と問題は山積みです、日本 とりあえずけっこん、子作り、みんな前向きに進んでみよう!!                                                  | -        | 福世晋吾      | 神谷智大        | -                              |
| MMR II  | すいません○○さん 悪気はないんです ネタが無かっただけなんです 気苦労がたえませんね                                                                | -        | 福世晋吾      | 神谷智大        | -                              |
| MMR II  | 久々に蛸安へ行った 相変わらずタコがでかくて美味いっす! 岡崎店が本店に!?                                                                          | -        | 福世晋吾      | 神谷智大        | 「蛸安」はたこ焼き屋のこと     |
| MMR II  | 給食の時、時々出てきた甘い粉（商品名は言えない）うまかったよね? 大人になってからハコ買い!グビ飲み! 大人って素晴らしい〜                          | -        | 福世晋吾      | 神谷智大        | 商品名ミルメーク               |
| MMR II  | 女性ってどんな下着付けてるかミステリーなわけですよ かわいいあの娘がこんな挑発的な…いいね!                                                        | -        | 福世晋吾      | 神谷智大        | -                              |
| MMR II  | 壁は壁でも謎の壁 昔、流行ったよね これ系の | -        | 福世晋吾      | 神谷智大        | 「第四の壁」のこと             |
| MMR III | どこかで見たネタだなぁと思ったらシャナたんでやってましたね。すいません、作ってる途中で気づきました。まあ制作会社と担当編集が同じなのでいいよね。 | -        | 福世晋吾      | 冷水由紀絵      | -                              |
| MMR III | 本当に使える英語講座 | -        | 福世晋吾      | 冷水由紀絵      | -                              |
| MMR IV  | あの時の黒猫さんは何処へ? | -        | 福世晋吾      | 小松原聖        | -                              |
| MMR IV  | 教えて!れーるがん! スッポンを食べると何故元気になるの?                                                                                           | -        | 福世晋吾      | 小松原聖        | -                              |
| MMR IV  | 学園都市、危うし!宇宙からの〜 | -        | 福世晋吾      | 小松原聖        | -                              |
| MMR V   | - | 松倉友二 | 堀口和樹      | 上田みねこ      | -                              |
| MMR VI  | - | 松倉友二 | 堀口和樹      | -               | -                              |

## WEBラジオ
テレビアニメに合わせ、2009年9月18日から2010年4月30日まで『とある“ラジオ”の超電磁砲』が配信された。
また、アニメ第2期に合わせ、2013年3月21日から12月26日まで『とあるラジオの超電磁砲S』が配信された。
また、アニメ第3期に合わせ、2019年12月24日から2020年12月25日まで『とあるラジオの超電磁砲T』が配信された。

## 関連商品

### 主題歌CD
| 発売日         | タイトル                        | アーティスト                          |
| -------------- | ------------------------------- | ------------------------------------- |
| 2009年11月4日  | only my railgun                 | fripSide                              |
| 2009年11月4日  | Dear My Friend -まだ見ぬ未来へ- | ELISA                                 |
| 2010年2月17日  | LEVEL5-judgelight-              | fripSide                              |
| 2010年2月24日  | Real Force                      | ELISA                                 |
| 2010年10月13日 | future gazer                    | fripSide                              |
| 2010年10月27日 | Special "ONE"                   | ELISA                                 |
| 2013年5月8日   | sister's noise                  | fripSide                              |
| 2013年5月15日  | Grow Slowly                     | 井口裕香                              |
| 2013年8月21日  | eternal reality                 | fripSide                              |
| 2013年8月21日  | リンクス                        | 三澤紗千香                            |
| 2018年1月24日  | とある科学の超楽曲集            | fripSide、ELISA、井口裕香、三澤紗千香 |
| 2020年1月29日  | nameless story                  | 岸田教団&THE明星ロケッツ              |
| 2020年2月26日  | final phase                     | fripSide                              |
| 2020年8月19日  | dual existence                  | fripSide                              |
| 2020年8月19日  | 青嵐のあとで                    | sajou no hana                         |

### オリジナルサウンドトラック
| 発売日        | タイトル                                    | 規格品番  |
| ------------- | ------------------------------------------- | --------- |
| 2010年1月29日 | とある科学の超電磁砲 ORIGINAL SOUND TRACK 1 | GNCA-1251 |
| 2010年5月28日 | とある科学の超電磁砲 ORIGINAL SOUND TRACK 2 | GNCA-1252 |

### オーディオドラマ&キャラクターソングCD
| 発売日        | タイトル                           | 規格品番  |
| ------------- | ---------------------------------- | --------- |
| 2010年3月26日 | とある科学の超電磁砲 アーカイブス1 | GNCA-1253 |
| 2010年4月28日 | とある科学の超電磁砲 アーカイブス2 | GNCA-1254 |
| 2010年7月30日 | とある科学の超電磁砲 アーカイブス3 | GNCA-1255 |

### パチスロ
- SLOTとある科学の超電磁砲[45]